# Mars Sample Return
Cet article concerne la mission développée conjointement par la NASA et l'Agence spatiale européenne dont Mars 2020 est la première étape. Pour les projets et finalités des missions de retour d'échantillons de sol martien, voir Mission de retour d'échantillons martiens.
Mars Sample Return, désigné également par son acronyme MSR, est une mission de retour d'échantillons de sol martien sur Terre développée par l'agence spatiale américaine, la NASA, en collaboration avec l'Agence spatiale européenne. Ce projet remplit des objectifs scientifiques considérés comme fondamentaux pour la planétologie. Les instruments utilisés jusque là par les engins automatiques qui se sont posés sur le sol martien n'ont pu apporter que des informations limitées du fait de leur masse ne dépassant pas quelques dizaines de kilogrammes. Seuls les équipements terrestres permettront, en analysant les échantillons ramenés sur Terre, de contribuer à répondre aux questions portant sur l'histoire de Mars et celle du système solaire et sur la présence éventuelle de formes de vie passées.

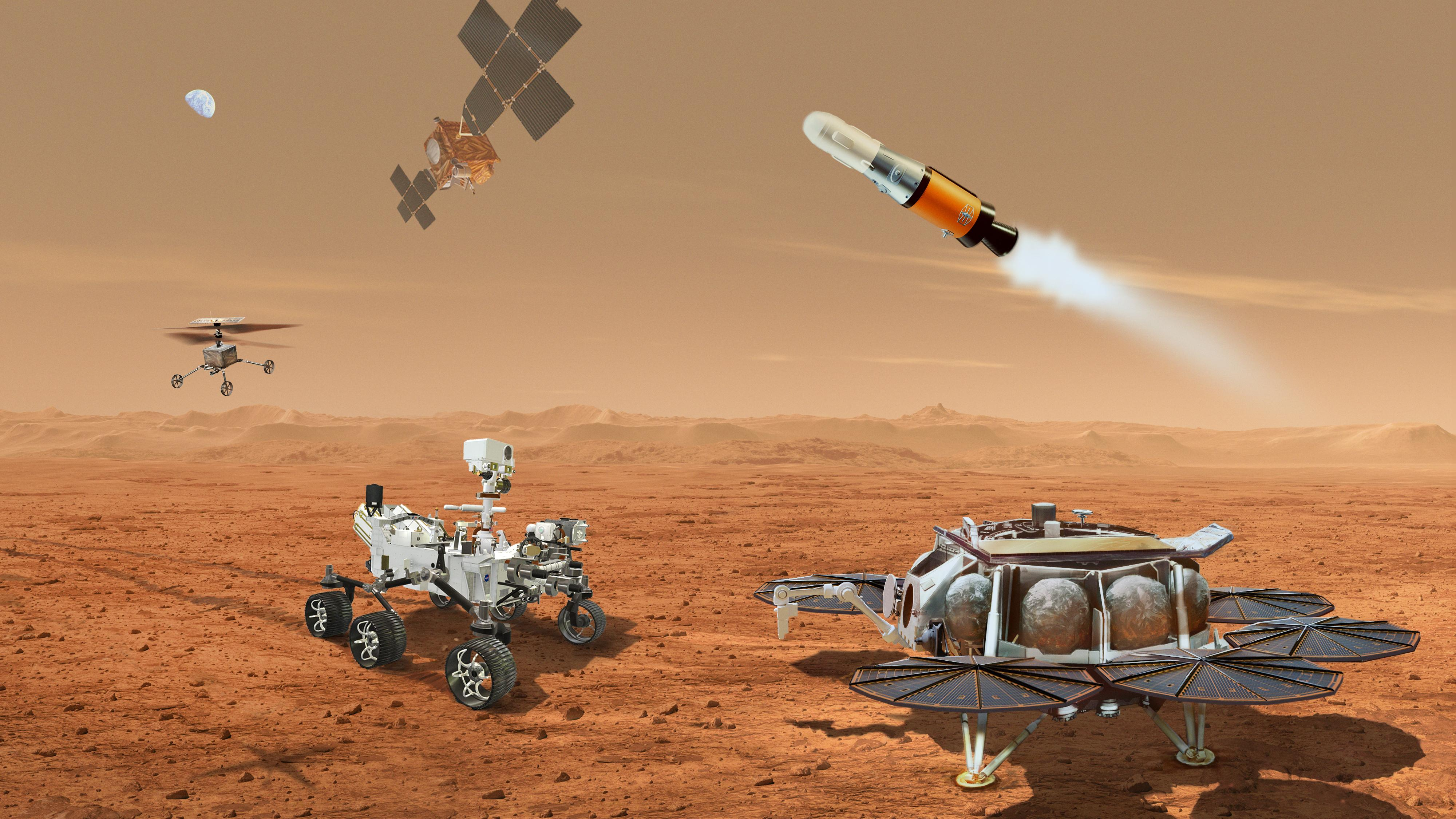
Vue d'artiste des engins spatiaux (scénario de 2022) impliqués dans la mission Mars Sample Return. En base à gauche, l'astromobile Perseverance chargé de collecter les échantillons (sur Mars depuis 2021) ; en bas à droite, l'atterrisseur (Sample Retrieval Lander, SRL) qui s'est posé sur Mars collecte les éprouvettes déposées par le rover à portée de son bras. En cas de défaillance de Perseverance, un hélicoptère va chercher les échantillons stockés dans le dépôt constitué en 2023. Le SRL dispose d'une petite fusée (MAV) qui ramène les échantillons en orbite. En haut, l'orbiteur européen ERO récupère le conteneur renfermant les échantillons après un rendez-vous orbital complètement automatique et les ramène sur Terre.

Longtemps différé pour des raisons de coût et de difficultés techniques, le projet MSR est initié par le développement par la NASA de l'astromobile Perseverance, qui s'est posé début 2021. Un des objectifs de cette mission est de collecter et de documenter les échantillons du sol martien qui seront ramenés sur Terre. La mission MSR proprement dite nécessite la mise en œuvre de deux autres engins spatiaux. Sample Retrieval Lander (SRL), sous maîtrise d’œuvre de la NASA, doit se poser sur le sol martien et récupérer à l'aide d'un bras les échantillons qui seront amenés sur place par l'astromobile Perseverance. Les échantillons seront emportés par une petite fusée à propergol solide comportant deux étages, Mars Ascent Vehicle (MAV), qui s'insèrera en orbite martienne. Un deuxième engin spatial, Earth Return Orbiter (ERO) sous maîtrise d’œuvre de l'Agence spatiale européenne, doit se placer sur une orbite basse autour de Mars pour réaliser un rendez-vous orbital avec la fusée et récupérer le conteneur. ERO doit quitter l'orbite martienne et survoler la Terre pour larguer le conteneur protégé par un bouclier thermique. Celui-ci, après une rentrée atmosphérique, doit effectuer un atterrissage en douceur à la surface de la Terre. Son contenu sera par la suite analysé dans des installations conçues à cet effet. Pour pallier une défaillance de Perseverance avant l'arrivée de la mission de récupération, SRL emporte deux petits hélicoptères, dérivant directement d'Ingenuity, qui pourront si nécessaire récupérer les tubes contenant des échantillons placés dans les dépôts constitués dans ce but par l'astromobile.
Le retour d'échantillons martiens se caractérise par plusieurs premières techniques et impose l'enchaînement de trois missions spatiales distinctes dont aucune ne doit échouer. La récupération des échantillons nécessite un atterrissage d'une grande précision (60 mètres). L'atterrisseur SRL a une masse beaucoup plus élevée que Perseverance, ce qui rend particulièrement difficile l'atterrissage compte tenu de la faible densité de l'atmosphère martienne. Le décollage d'une fusée depuis le sol martien, loin de toute assistance humaine et dans des conditions hostiles (température, stockage prolongé des mécanismes délicats du lanceur), constituera une première. La récupération des échantillons et leur encapsulation repose sur un enchaînement entièrement automatisé de tâches complexes (rendez-vous orbital...).
Le feu vert pour le développement des deux missions de récupération est donné par la NASA fin 2020 et une ligne budgétaire d'un montant important est inscrite dans son budget pour 2022 et les années suivantes. De son côté, l'Agence spatiale européenne confie le développement de l'orbiteur ERO à Airbus. Selon le planning en vigueur courant 2023, les engins spatiaux ERO et SRL seront lancés respectivement en 2027 et 2028 et la capsule contenant les échantillons martiens atterrira sur Terre en 2033. Le coût de la mission, qui croît régulièrement et atteint en 2023 environ 8 à 9 milliards US$ hors coût de fonctionnement, est source de controverses aux États-Unis et menace les autres projets d'exploration du système solaire de la NASA.

## Historique du projet

### Apport d'une mission de retour d'échantillons
Une mission qui réaliserait le retour d'échantillons du sol martien sur Terre présente de nombreux avantages par rapport aux missions scientifiques utilisant des robots équipés de mini-laboratoires embarqués comme Mars Science Laboratory/Curiosity. En effet :
- faute de pouvoir miniaturiser les instruments les plus puissants (microscope électronique, etc.), ceux-ci ne sont disponibles que sur Terre ;
- certaines manipulations ne peuvent être automatisées ;
- le retour d'échantillons sur Terre permet de recommencer les analyses à mesures que les outils d'investigation progressent.

### Premiers projets de retour d'échantillons de sol martiens
Depuis les années 1980, plusieurs projets spatiaux sont étudiés, principalement aux États-Unis, dont le but est de ramener des échantillons de sol martien sur Terre. Toutes les études butent sur des problématiques de coût et de faisabilité technique. Elles permettent toutefois de définir et affiner un scénario réaliste et adoptent finalement un découpage en trois missions.
Le scénario de la mission unique, retenu lors des premières études, se heurte d'une part aux contraintes de masse des engins envoyés vers Mars par les lanceurs les plus puissants et d'autre part à la masse maximale qui peut être posée sur Mars avec les techniques maîtrisées (environ une tonne au maximum). Aussi les missions récentes étudiées par la NASA impliquent-elles le lancement de trois sondes spatiales distinctes : 
- un astromobile, qui est déposé sur le sol martien et qui est chargé d'identifier les échantillons de sol intéressants, de les prélever et de les conditionner ;
- un engin qui transporte à la fois un astromobile et une fusée. L'astromobile va rechercher les échantillons préparés par la mission précédente puis les transporte jusqu'à la fusée qui décolle et se place sur une orbite basse autour de la planète ;
- un engin de type orbiteur, qui se place sur une orbite basse martienne puis réalise un rendez-vous avec la fusée remontant depuis la surface de Mars. Le conteneur renfermant les échantillons de sol est transféré dans l'orbiteur, puis celui-ci quitte l'orbite martienne et entame son retour sur Terre. Lors du survol de celle-ci, une capsule contenant les échantillons est larguée, qui pénètre dans l'atmosphère terrestre et atterrit en douceur dans une région désertique.

### Premier projetMars Sample ReturnNASA/CNES (début des années 2000)
À la fin des années 90, la NASA et le CNES ont étudié la possibilité de missions conjointes pour rapporter des échantillons de sol martien. Ce programme, déjà nommé "Mars Sample Return" devait exploiter les créneaux de lancement de 2003 et 2005. Lors du premier lancement en 2003, un ou deux rovers de la NASA devaient être envoyés avec un lanceur américain (Delta III ou Atlas IIIA). L'un des rovers devait posséder un mini-lanceur (Mars Ascent Vehicle) capable de mettre en orbite martienne des conteneurs contenant les échantillons. Le second lancement, en 2005, était à la charge du CNES qui devait envoyer grâce à une Ariane 5 un orbiteur récupérer les échantillons en orbite et les ramener à la Terre. Ce projet, très semblable au projet actuel, fut abandonné pour des raisons à la fois techniques et budgétaires.

### Retour d'échantillons martiens: un projet prioritaire de la communauté scientifique (2011)
Le Rapport décennal sur les sciences planétaires rédigé en 2011 par des représentants de la communauté scientifique et publié par le Conseil national de la recherche des États-Unis définit les objectifs scientifiques prioritaires de l'exploration spatiale du système solaire pour la décennie à venir. Le rapport place au premier rang le retour d'un échantillon de sol martien sur Terre. Il recommande que l'agence spatiale américaine, la NASA, lance avant 2022 la mission réalisant la première étape de ce programme, c'est-à-dire la mission de collecte des échantillons, dans la mesure où son coût peut être maintenu sous la barre des 2,5 milliards de dollars. À l'époque, la NASA a entamé une collaboration avec l'Agence spatiale européenne pour ramener des échantillons sur Terre. La première mission de ce projet, à la charge de la NASA, est baptisée Mars Astrobiology Explorer-Cacher (MAX-C). L'architecture de cette mission repose sur celle de Mars Science Laboratory, qui est sur le point d'être lancée par la NASA.

### MissionMars 2020/Perseverance: première phase du projetMars Sample Return(2012)
En 2011 la NASA, pour des raisons budgétaires, décide d'annuler le projet MAX-C. La mission de retour d'échantillons martiens est repoussée à une date indéterminée.
À la suite de l'atterrissage réussi de l'astromobile Curiosity (mission Mars Science Laboratory) en août 2012, le président des États-Unis Barack Obama décide d'inclure dans le budget de la NASA la réalisation d'un nouveau rover martien. Contrairement à la démarche habituelle, cette décision est prise sans qu'aucun objectif scientifique n'ait été fixé à la future mission. Ce projet est rendu public par la NASA le 4 décembre 2012, au cours d'un congrès de l'Union américaine de géophysique à San Francisco : l'astromobile, qui reprend l'architecture du MSL/Curiosity y compris le système de rentrée atmosphérique et d'atterrissage, doit être lancé vers Mars en 2020. La charge utile de l'astromobile doit être différente de celle de Curiosity. Grâce à la réutilisation des composants du MSL, l'agence spatiale table sur un coût de 1,5 milliard de dollars, autant que pour MSL,,.
En janvier 2013, à la demande de la NASA, un comité issu de la communauté scientifique (la Science Definition Team ou SDT) est constitué pour définir les objectifs de la future mission. Le rapport de plus de 150 pages rendu début juillet 2013 fixe comme principal objectif la collecte d'échantillons martiens et leur stockage à la surface de la planète en attendant une mission chargée de les ramener sur Terre. Il lance donc la première phase du projet de retour d'échantillons de sol martien sur Terre régulièrement différé sans toutefois que ne soit planifié ni financées les phases permettant le retour de ceux-ci sur Terre,.
Les objectifs principaux de la mission sont :
- explorer un environnement susceptible d'avoir accueilli la vie en analysant son histoire et les processus géologiques qui s'y sont déroulés[10] ;
- rechercher des indices de signatures d'origine biologique dans une sélection de sites[11] :
  - déterminer l'habitabilité de l'environnement par le passé de la zone explorée,
  - si la zone a pu abriter des formes de vie, rechercher des matériaux qui ont pu préserver des signatures biologiques,
  - recherche des indices potentiels de la vie en utilisant des techniques d'observation permettant de respecter les règles de protection planétaire ;
- collecter des échantillons de sol martien en connaissant leur contexte géologique précis pour permettre une future mission de retour d'échantillons du sol martien sur Terre[12] :
  - collecter des échantillons sélectionnés scientifiquement avec une description précise du terrain. Ces échantillons devront à la fois être les plus susceptibles de permettre l'identification d'indices de vie et bien représenter la diversité de la région explorée par l'astromobile.

Mars 2020 décolle le 30 juillet 2020 en profitant de la fenêtre de lancement vers Mars qui s'ouvre tous les 24 à 28 mois. L'astromobile atterrit le 18 février 2021 dans le cratère Jezero. Ce site, emplacement d'un ancien lac permanent qui conserve les traces de plusieurs deltas de rivière, a été retenu parce qu'il a pu constituer un lieu favorable à l'apparition de la vie et parce qu'il présente une grande diversité géologique. Durant son exploration, il est prévu qu'il traverse une partie de celui-ci avant de se diriger vers ce qui pourrait être les rives de l'ancien lac qui remplissait le cratère. Enfin, il doit escalader les rebords du cratère hauts de 600 mètres avant de parcourir les plaines environnantes. Durant sa mission primaire (un peu plus de deux années terrestres), l'astromobile pourrait réaliser à peu près la moitié de l'exploration planifiée.

### Collaboration avec l'Agence spatiale européenne (2017)
En 2017 la NASA commence à planifier la suite de la mission Mars 2020 et à raffiner le déroulement du retour d'échantillons. L'Agence spatiale européenne choisit de collaborer au projet. En 2018, la phase de spécification des deux missions démarre dans les deux agences. Elles sont en partie confiées à Airbus Defence and Space en prenant en charge le développement de l'orbiteur et de l'astromobile Sample Fetch Rover chargé de ramener les échantillons jusqu'à la fusée.
Selon le scénario en vigueur en avril 2020, les deux sondes spatiales développées respectivement par la NASA et l'Agence spatiale européenne doivent être lancées en 2026 dans le but de récupérer les échantillons de sol déposés sur Mars par l'astromobile Perseverance et les ramener sur Terre en 2031.

### Mise en œuvre des deux dernières phases
En août 2020, l'agence spatiale américaine a pratiquement décidé d'implémenter le projet en lançant la phase A du développement des missions SLR et ERO. Toutefois, avant de donner son feu vert, la NASA demande que le projet soit évalué par une commission composée d'experts indépendants, scientifiques et ingénieurs de la NASA ou rattachés à des organisations externes. La commission rend ses conclusions en novembre 2020. Celles-ci sont favorables au projet, mais elles émettent des réserves sur les modalités de sa mise en œuvre :
- le délai prévu pour le développement des deux engins spatiaux qui doivent être lancés en 2026 ne semble pas réaliste compte tenu des expériences passées. La commission recommande de différer le lancement de SLR à 2028 et de ERO à 2027 (la propulsion électrique permet de disposer d'une plus grande souplesse concernant la fenêtre de lancement). Mais l'arrivée en 2028 coïncide avec la période d'agitation maximale de l'atmosphère martienne. La commission recommande de concevoir le projet dès le début en prévoyant un report éventuel de l'arrivée sur Mars au début des années 2030 ;
- la commission suggère de scinder SLR en deux missions distinctes, l'une emportant l'astromobile chargé de récupérer les échantillons, l'autre la fusée de retour MAV ;
- la commission recommande d'étudier également l'emport d'un générateur thermoélectrique à radioisotope (RTG) pour s'assurer qu'on dispose de suffisamment d'énergie pour maintenir la fusée MAV à la température minimale exigée par le propergol solide ;
- la NASA évalue le coût du projet à 2,9–3,3 milliards de dollars, auxquels il faut ajouter 1,5 milliard d'euros pris en charge par l'Agence spatiale européenne et 2,4 milliards de dollars dépensés pour Mars 2020. Le responsable de la commission estime qu'il faudrait augmenter ce budget de 1 milliard de dollars pour prendre en compte en particulier un report du lancement à 2028.

À la suite de ces travaux, la NASA décide de lancer la phase A du projet en décembre 2020. L'application des recommandations de la commission nécessitant un accord du Congrès américain et de son partenaire, l'Agence spatiale européenne, la NASA repousse leur prise en compte à l'issue de cette phase (fin 2021). Le projet de budget de la NASA pour l'année fiscale 2022 établi début 2021 prévoit d'allouer des sommes en accord avec l'enveloppe et le calendrier officiel. En 2021, 246 millions de dollars ont été alloués au projet. Cette somme passe à 653 millions de dollars en 2022 puis 772 (2023), 800 (2024), 700 (2025) et 600 (2026),,.
De son côté, l'Agence spatiale européenne passe contrat avec Airbus en octobre 2020 pour le développement de l'orbiteur ERO (Earth Return Orbiter) pour un montant de 491 millions d'euros.

### Un projet en crise: remise en cause de l'architecture initiale (2023-2024)
À la suite d'un deuxième rapport d'experts indépendants portant sur le projet et publié en septembre 2023, le développement de la mission est remis en question début 2024 à la suite de dépassements de cout (celui-ci est passé de 5 à 8-11 milliards de dollars) et de délai (le premier lancement prévu en 2026 ne pourrait plus avoir lieu avant 2030. S'appuyant sur ce rapport, le Sénat américain a largement réduit l'enveloppe budgétaire consacrée au projet pour 2024 (300 millions au lieu des 950 millions demandés) conduisant à une paralysie partielle des travaux. Un deuxième étude organisée par la NASA et destinée à sortir de l'impasse est publiée en avril 2024. Elle aboutit à la même conclusion en annonçant un retour des échantillons martiens vers 2040. La NASA décide d'abandonner le déroulement de la mission prévu et lance un appel d'offres au printemps 2024 pour identifier des scénarios alternatifs. En juillet 2024, la NASA sélectionne sept entreprises privées pour mener une étude de quatre-vingt-dix jours pour un coût maximum de 1,5 million de dollars. La NASA annonce en janvier 2025 qu'elle a sélectionné deux propositions d'architecture de mission. Le premier scénario utilise le système rodé du Sky Crane (Mars Science Laboratory, Mars 2020) pour déposer au sol un engin plus petit que celui envisagé dans le scénario initial chargé de récupérer les échantillons puis de décoller et de les ramener en orbite. Dans le deuxième scénario, la dépose de l'engin est effectuée par un engin spatial commercial à développer. Dans les deux scénarios l'engin spatial déposé au sol utilise des RTG au lieu de panneaux solaire (moindre risque par rapport aux tempêtes de poussière), Perseverance est chargé d'amener les tubes d'échantillon sur le site d'atterrissage et l'engin spatial européen (ERO) chargé de ramener ces échantillons sur Terre est maintenu. Le choix du scénario doit être effectué en 2026.

### Proposition d'annulation par le président Trump (mai 2025)
Début mai 2025 le président américain Donald Trump nouvellement élu, qui a décidé de tailler dans le budget de la NASA en réduisant drastiquement les sommes consacrées à la science et au climat, propose d'annuler la mission dans la proposition budgétaire 2026 de l'agence spatiale. Cette annulation doit être toutefois votée par les élus des Sénat américain et de la Chambre des représentants.

## Objectifs d'une mission de retour d'échantillons
Le rapport du groupe de travail international réuni en août 2018 à l'initiative du IMEWG (Mars Exploration Working Group) définit de la manière suivante les objectifs d'une mission de retour d'échantillons : 
- interpréter les processus géologiques et l'histoire qui ont abouti aux formations géologiques de Mars avec une emphase sur le rôle de l'eau :
  - caractériser les variations d'une séquence stratigraphique de roches sédimentaires martiennes ;
  - comprendre un ancien système hydrothermal par l'étude des produits de la minéralisation et les apparences morphologiques ;
  - comprendre les roches et minéraux issus de réservoirs d'eau souterrains profonds ;
  - comprendre les interactions entre l'eau, les roches et l'atmosphère qui se produisent en surface et comment ces processus ont évolué dans le temps ;
  - déterminer la pétrogenèse des roches ignées martiennes d'un point de vue à la fois temporel et spatial ;
- identifier et interpréter l'éventuelle histoire biologique de Mars notamment en identifiant la présence de la vie dans les échantillons de sol ramenés sur Terre :
  - analyser et caractériser les molécules comprenant du carbone dont éventuellement le produit d'une chimie pré-biotique et organique,
  - rechercher la présence de signatures biologiques produits par d'anciens organismes vivants dans des environnements à la fois propices à l'apparition de la vie et ayant préservé ces indices,
  - estimer la possibilité qu'une forme de vie détectée soit encore présente ou l'ait été il y a peu ;
- déterminer la chronologie de l'évolution de Mars : 
  - reconstituer l'histoire de Mars en tant que planète, déterminer les processus ayant affecté ses origines et les modifications de la croute, du manteau et du noyau,
  - déterminer et mesurer les dangers potentiels de l'environnement martien pour les futures missions d'exploration humaine et pour la biosphère terrestre,
  - évaluer la nature et la distribution des ressources qui pourraient être exploitées par les futures missions spatiales.

## Déroulement des missions Mars Sample Return
Le retour d'échantillons de sol martien sur Terre nécessite le recours successif à trois engins spatiaux : un engin chargé de collecter les échantillons de sol martien sur Mars (l'astromobile Perseverance de la mission Mars 2020 qui est sur Mars depuis début 2021), l'atterrisseur SRL qui se pose sur Mars pour récupérer les échantillons collectés et les envoie sur une orbite martienne à l'aide d'une petite fusée qu'il a déposée sur le sol et enfin l'orbiteur ERO qui récupère le conteneur en orbite martienne et le ramène sur Terre.

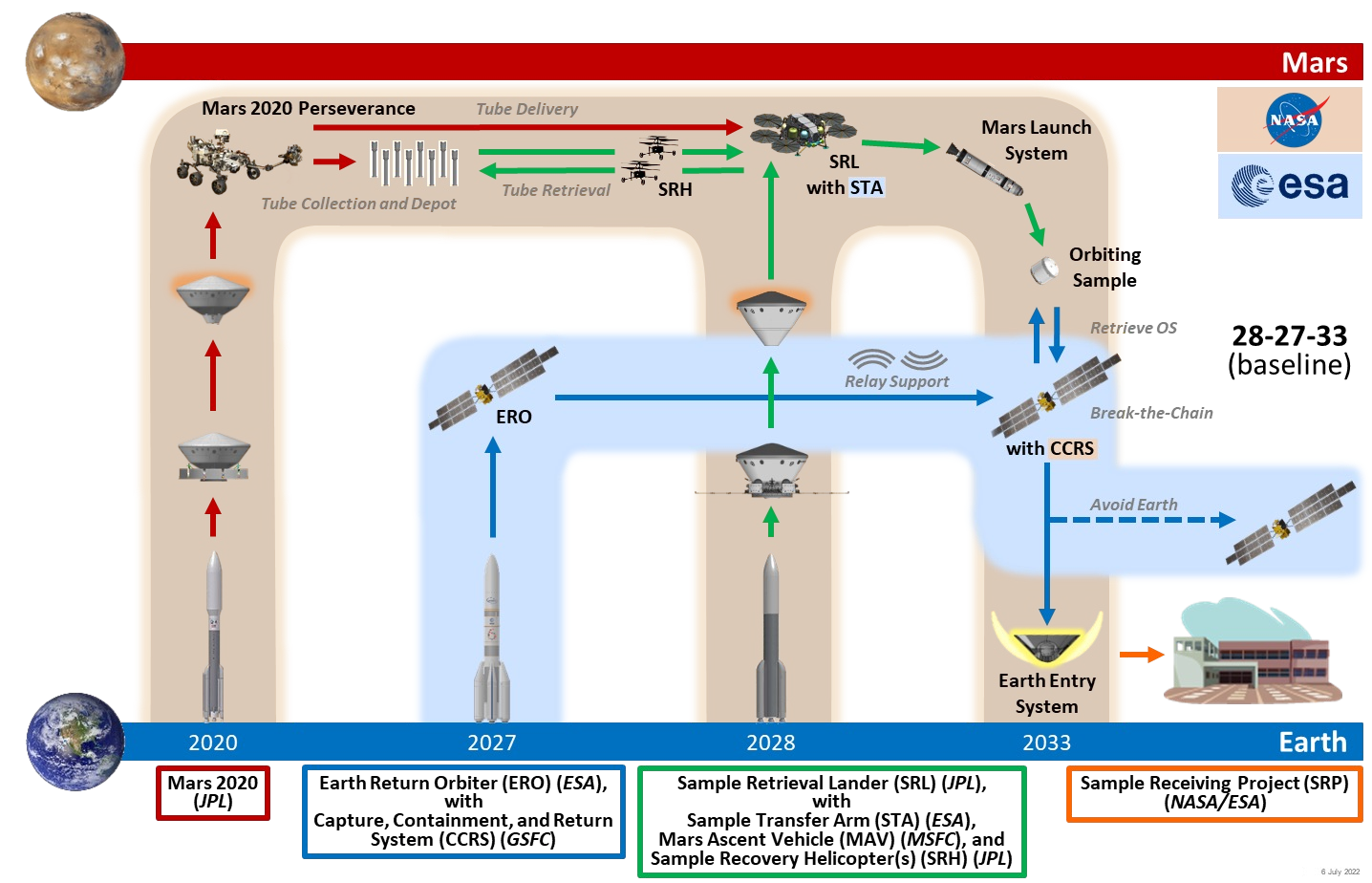
Schéma du déroulement des missions de retour d'échantillons martien (scénario décembre 2022).

### Collection des échantillons de sol martien par l'astromobile Perseverance
La sonde spatiale Mars 2020 emporte un astromobile (rover), baptisé Perseverance et développé par le centre Jet Propulsion Laboratory (JPL), associé à l'agence spatiale américaine. Ses caractéristiques sont proches du prédécesseur Curiosity de la sonde Mars Science Laboratory mais son principal objectif est l'identification, la collecte d'échantillons du sol martien et la constitution d'un ou de plusieurs dépôts de ces échantillons stockés dans des tubes hermétiques. Mars 2020 doit atterrir début 2021 dans le cratère Jezero. Ce site, emplacement d'un ancien lac permanent qui conserve les traces de plusieurs deltas de rivière, a été retenu parce qu'il a pu constituer un lieu favorable à l'apparition de la vie et parce qu'il présente une grande diversité géologique.

Prélèvement des échantillons de sol par l'astromobile de Mars 2020
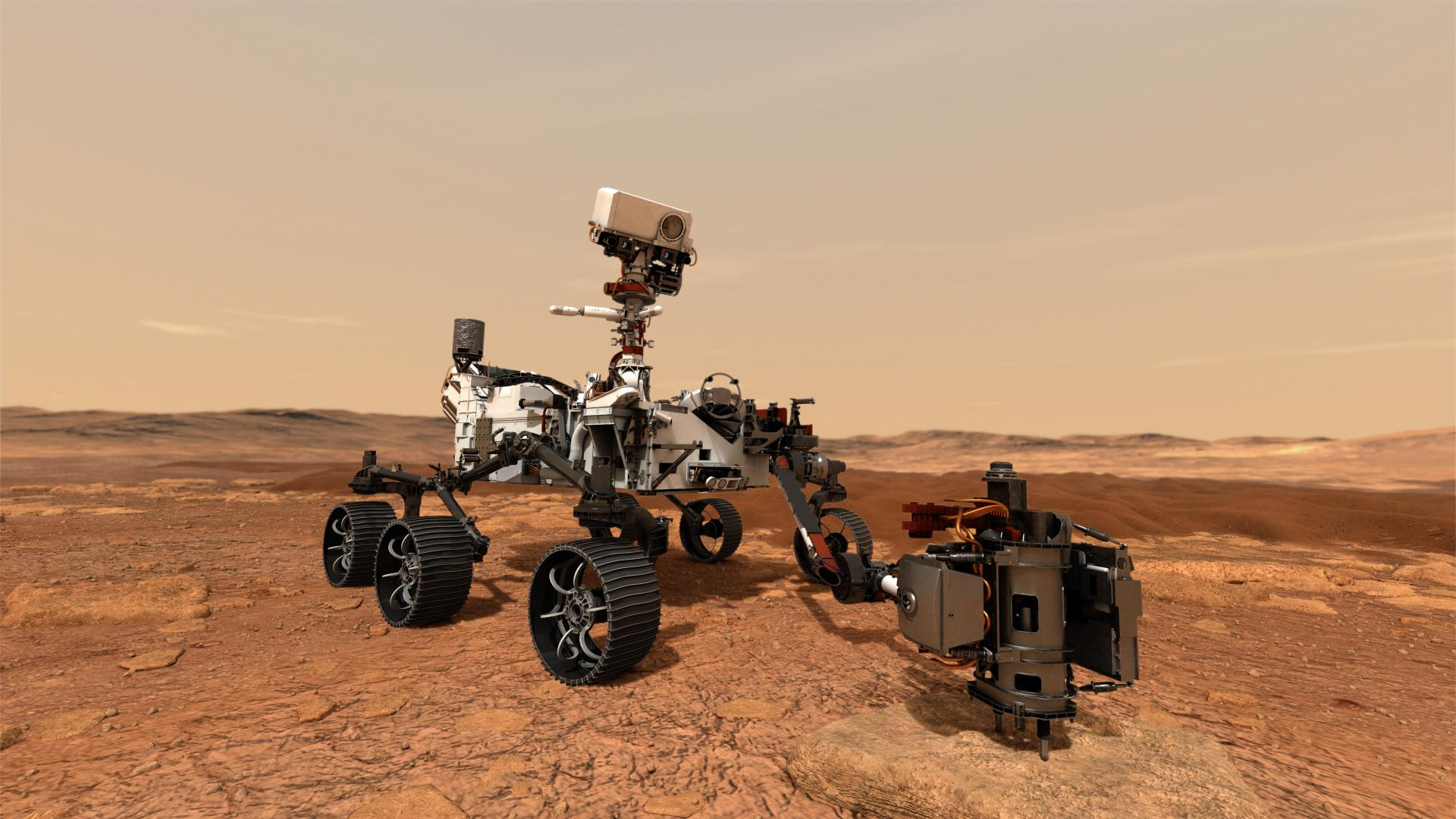
Prélèvement d'un échantillon de sol martien par l'astromobile de Mars 2020.
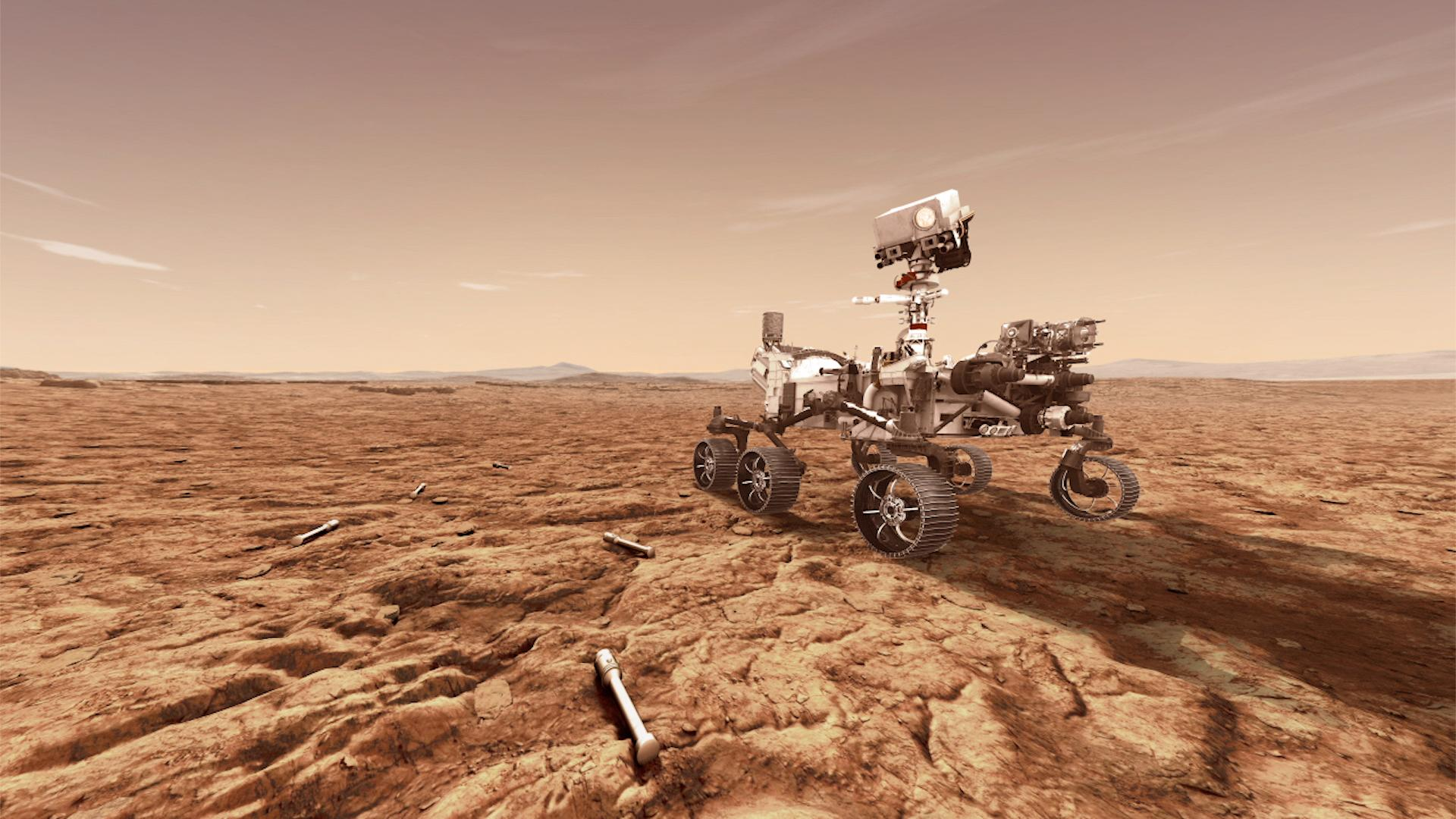
Dépôt des tubes contenant les échantillons de sol martien.

### Récupération des échantillons de sol martien collectés: le scénario 27-28-33

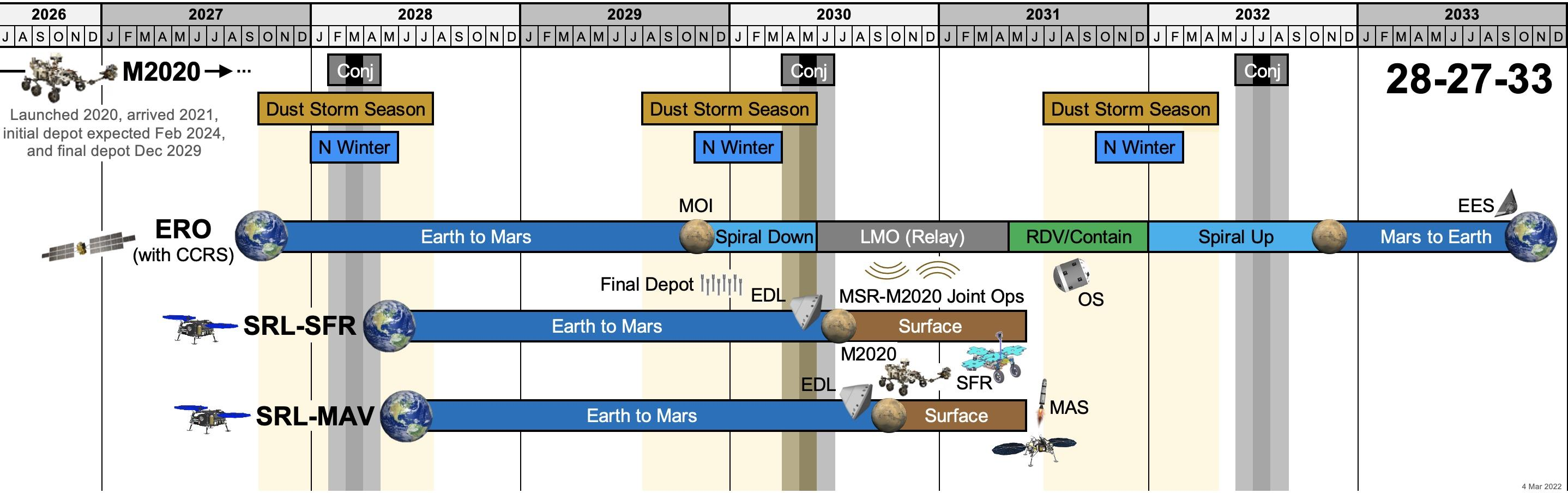
Proposition de planning de la mission 27-28-33.

Selon le scénario en vigueur en octobre 2021, deux sondes spatiales développées respectivement par la NASA et l'Agence spatiale européenne doivent être lancées en 2026 dans le but de récupérer les échantillons de sol déposés sur Mars par l'astromobile Perseverance et les ramener sur Terre en 2031. En 2018 la phase de spécifications des deux missions démarrent à l'Agence spatiale européenne et à la NASA. Elles sont en partie confiées à Airbus Defence and Space. Des fonds sont mobilisés pour réaliser ces travaux, mais les deux agences n'ont pas le budget pour les réaliser.
Les deux missions chargées de la suite du programme sont d'une part SRL, qui doit aller chercher les échantillons sur le sol martien (rover SFR) et les ramener sur une orbite martienne (fusée MAV), et d'autre part l'orbiteur martien ERO, qui doit assurer le support des opérations au sol (télécommunications) depuis l'orbite martienne, récupérer le conteneur renfermant les échantillons à la suite d'un rendez-vous en orbite martienne puis revenir sur Terre et larguer dans l'atmosphère terrestre la capsule contenant le conteneur. Cette dernière doit se poser en douceur sur un site terrestre sélectionné. La planification du projet constitue un des aspects les plus complexes de ces deux missions : 
- SRL doit éviter l'hiver martien et la saison des tempêtes de poussière car la sonde spatiale une fois sur le sol tire son énergie de panneaux solaires ;
- l'atterrissage de SRL doit s'effectuer au moment le plus favorable, c'est-à-dire lorsque la densité de l'atmosphère de Mars est la plus élevée. Cela permet de maximiser la masse déposée sur le sol martien ;
- ERO est conçu pour servir de relais à l'ensemble des engins déposés sur le sol martien participant à la récupération des échantillons de sol : Mars 2020, SRL, SFR et MAV ;
- SRL et ERO doivent pouvoir être lancés par les fusées existantes et les transits des sondes spatiales doivent pouvoir être effectués selon le planning proposé.

L'ensemble de ces contraintes aboutit à une campagne 26-26-31, ces trois chiffres correspondant respectivement aux dates de lancement des deux engins (2026) et à l'année de l'arrivée de la capsule d'échantillons sur Terre (2031).

### MissionSample Retrieval Lander(SRL)
La mission Sample Retrieval Lander (SRL) repose sur un engin spatial qui doit se poser sur Mars et dont l'objectif final est de ramener sur l'orbite martienne un container des échantillons de sol. Pour remplir cet objectif la sonde spatiale transporte d'une part un petit rover baptisé SFR (Sample Fetch Rover) qui va chercher les tubes contenant les échantillons de sol là où ils ont été déposés par l'astromobile de Mars 2020 et d'autre part une fusée MAV (Mars Ascent Vehicle) à propergol solide qui doit ramener les échantillons sur une orbite basse martienne. Le déroulement de cette mission est le suivant  : 
- la sonde spatiale est lancée durant l'été 2026 et s'insère en orbite martienne deux ans plus tard (été 2028) ;
- l'astromobile Perseverance de la mission Mars 2020 dépose les tubes contenant les échantillons sur le site d'atterrissage à portée du bras du SRL pour qu'ils soient transférés dans le conteneur ;
- si l'astromobile Perseverance est tombé en panne, le SRL se pose près du dépôt de 10 tubes constitué par Perseverance en 2022. Les hélicoptères sont mis à contribution pour ramener les tubes à portée du bras télécommandé du SRL ;
- les tubes sont transférés par le bras télécommandé du SRL dans le container situé au sommet du petit lanceur MAV ;

Récupération des échantillons
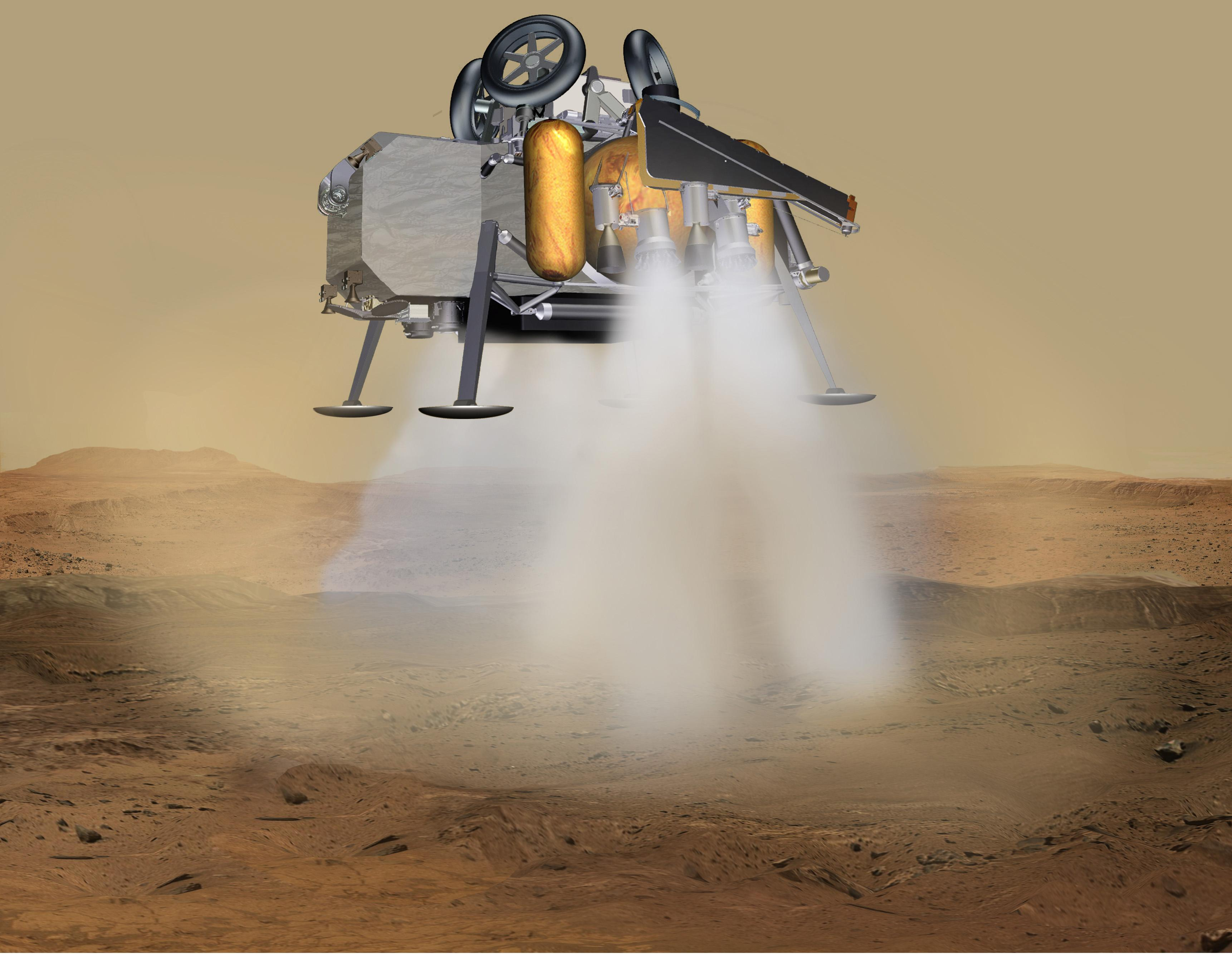
L'atterrisseur SRL se pose sur le sol de Mars.
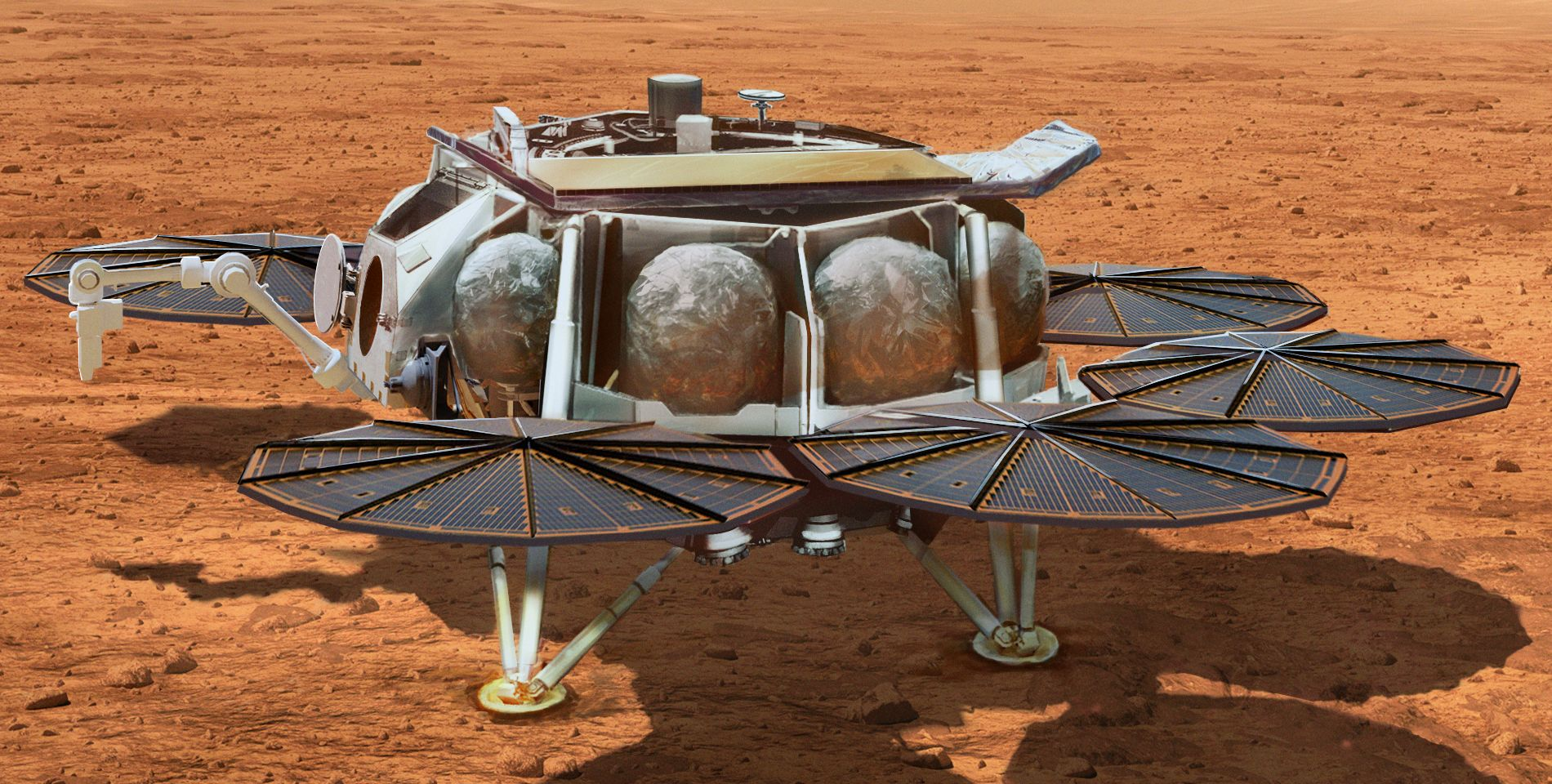
SRL avec son bras télécommandé déployé mais sans la fusée MAV.

- le conteneur est scellé, le lanceur est mis en température, ses instruments de navigation sont étalonnés et les communications sont vérifiées.
- La fusée MAV emportant le containeur à échantillons OS est éjectée par le SRL puis mise à feu.
- Le deuxième étage de la fusée MAV largue le containeur à échantillons OS.
- Ce dernier active une balise radio qui permet à la sonde spatiale ERO de réaliser un rendez-vous orbital.
- Le module OS est récupéré par l'ERO.

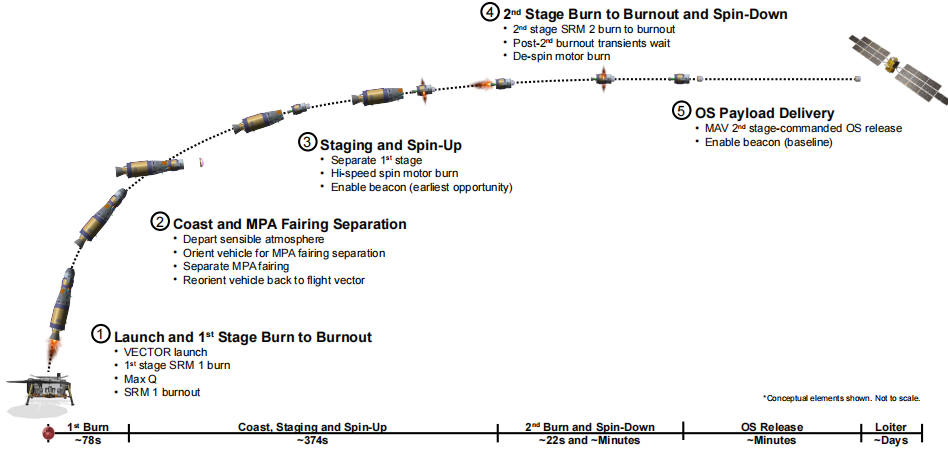
Déroulement du vol de la fusée MAV et du rendez vous orbital avec l'engin spatial ERO.

Le conteneur d'échantillons est placé en orbite martienne.
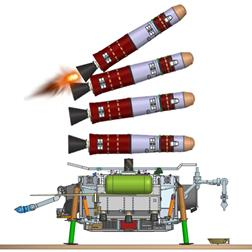
La fusée MAV emportant le containeur à échantillons OS est éjectée par le SRL puis mise à feu.
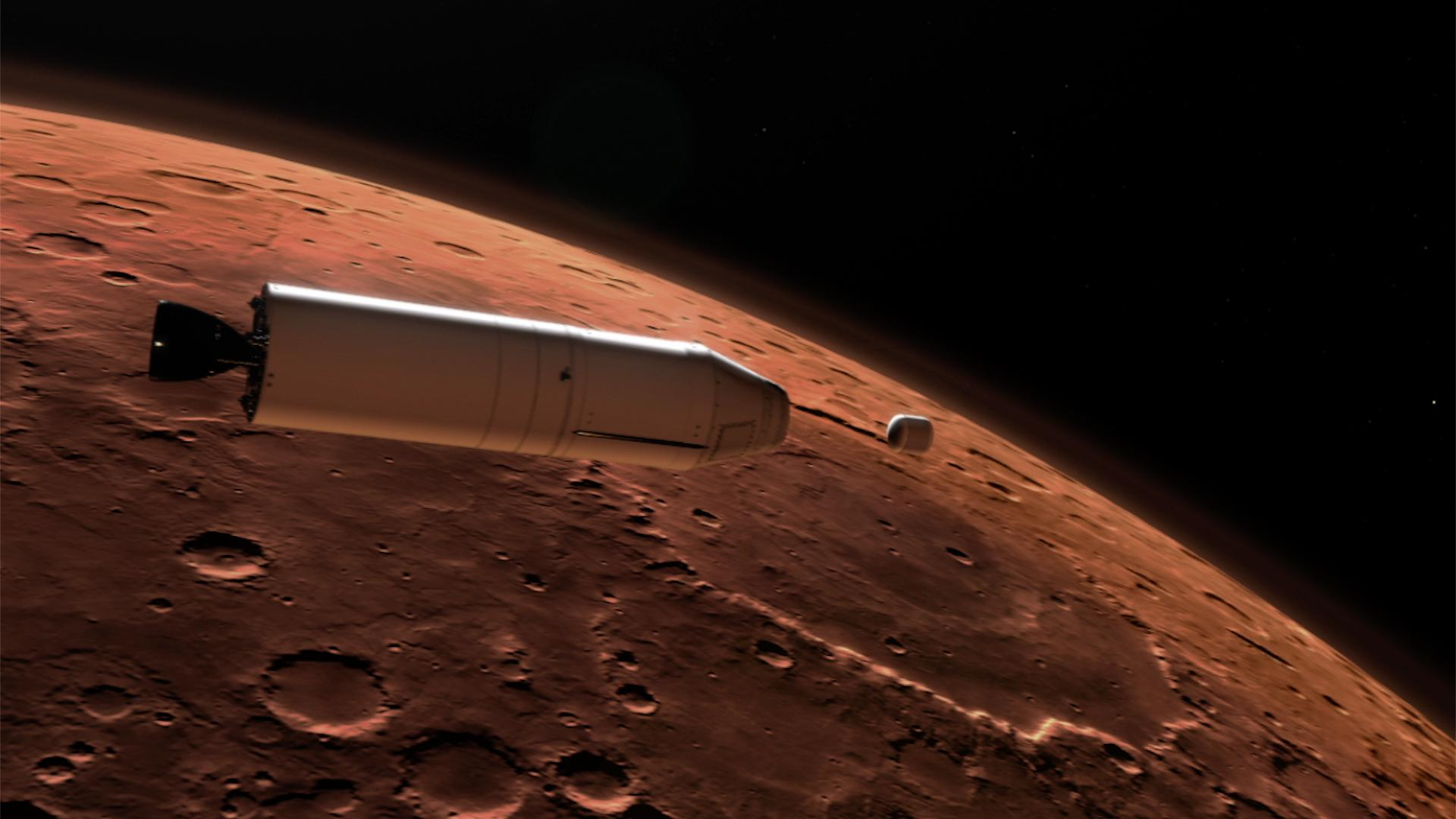
Le deuxième étage de la fusée MAV largue la capsule contenant les échantillons.

### MissionEarth Return Orbiter(ERO)
Earth Return Orbiter (ERO) est la troisième mission de MRS. L'engin spatial doit se placer sur une orbite basse martienne. Il sert de relais de télécommunications durant les opérations au sol de SRL puis récupère le container amené en orbite par la fusée MAV. Après avoir quitté l'orbite martienne il regagne la Terre. Le contrat industriel de l'ERO d'un montant de 491 millions d'euros a été officialisé par Airbus DS et l'agence spatiale européenne lors de la cyber édition du Congrès international d'astronautique de l'IAF le 14 octobre 2020. Arrivé à proximité de celle-ci en 2031, il largue la capsule contenant les échantillons de sol martien qui vient se poser en douceur à la surface de la Terre. Le déroulement détaillé de cette mission est le suivant :
- la sonde spatiale ERO est lancée vers août 2026 peu après la mission SRL ;
- elle s'insère sur une orbite martienne elliptique haute en octobre 2027 puis utilise sa propulsion ionique pour réduire progressivement l'altitude de son apogée. Ce type de propulsion, plus efficace, permet de réduire fortement la masse au lancement de la sonde spatiale et donc son coût mais les manœuvres durent plusieurs mois car la poussée de ces moteurs est très faible. L'insertion sur l'orbite basse visée est effective en juillet 2028 ;
- de juillet 2028 à août 2029 ERO relaie les communications entre les engins posés sur le sol martien (MAV, SRL, M2020, SFR) et la Terre ;
- courant août, la fusée MAV décolle du sol martien en emportant le container d'échantillons. Un rendez-vous orbital est opéré entre la capsule (OS) contenant le container et l'orbiteur ERO. Les deux engins disposent de quatre mois pour réussir cette opération (d'août à novembre 2029)
- le conteneur est transféré à bord d'ERO ;
- en décembre 2029 ERO s'éloigne progressivement de l'orbite basse de Mars à l'aide de sa propulsion ionique en suivant une trajectoire en spirale ;
- en juillet 2030 ERO échappe à l'attraction de Mars et entame son retour vers la Terre ;
- en septembre 2031, la sonde spatiale survole la Terre : au passage elle large la capsule (EES) contenant les échantillons qui vient se poser en douceur sur Terre.

Retour des échantillons sur Terre
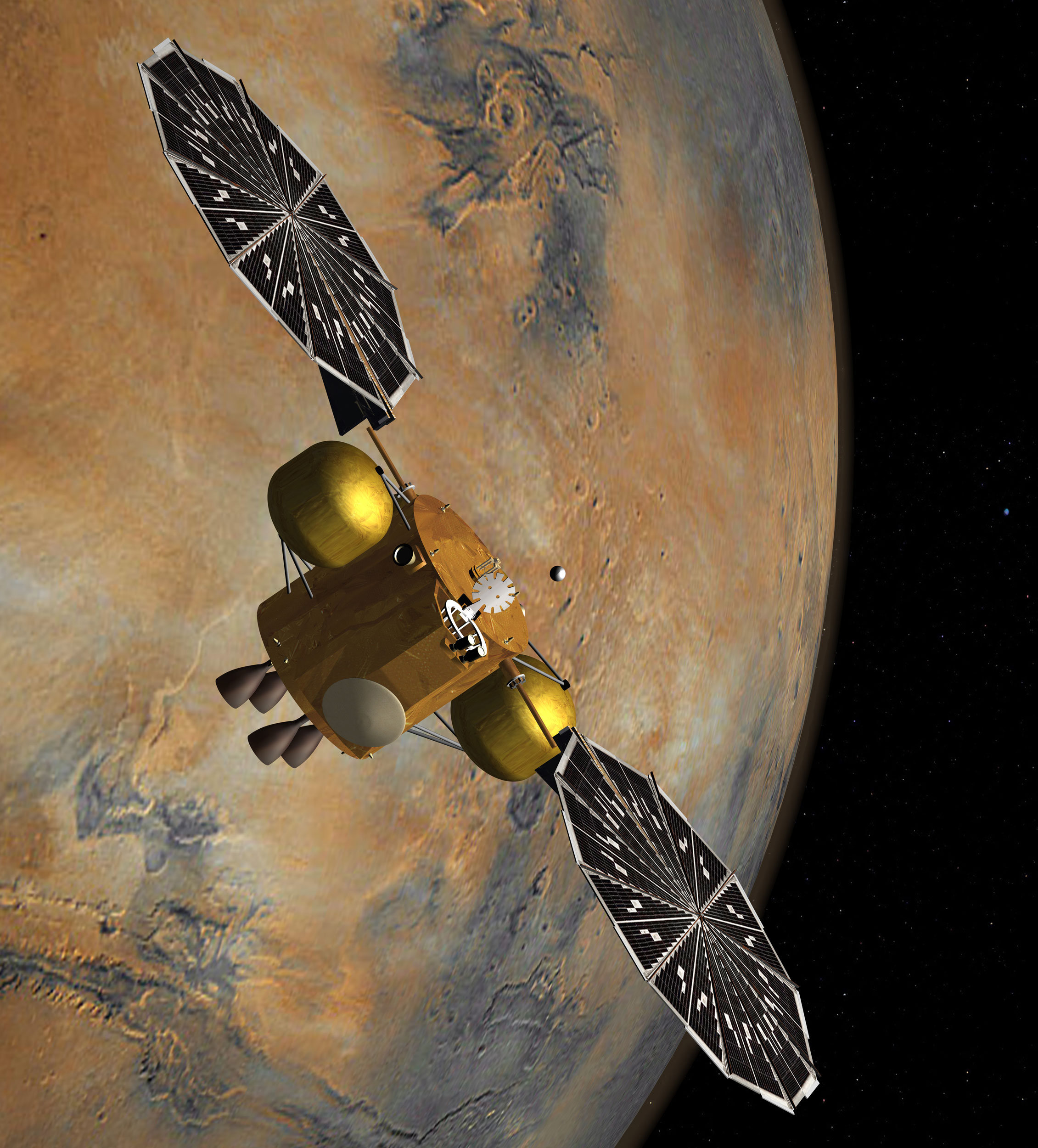
Capture du conteneur par ERO en orbite martienne.
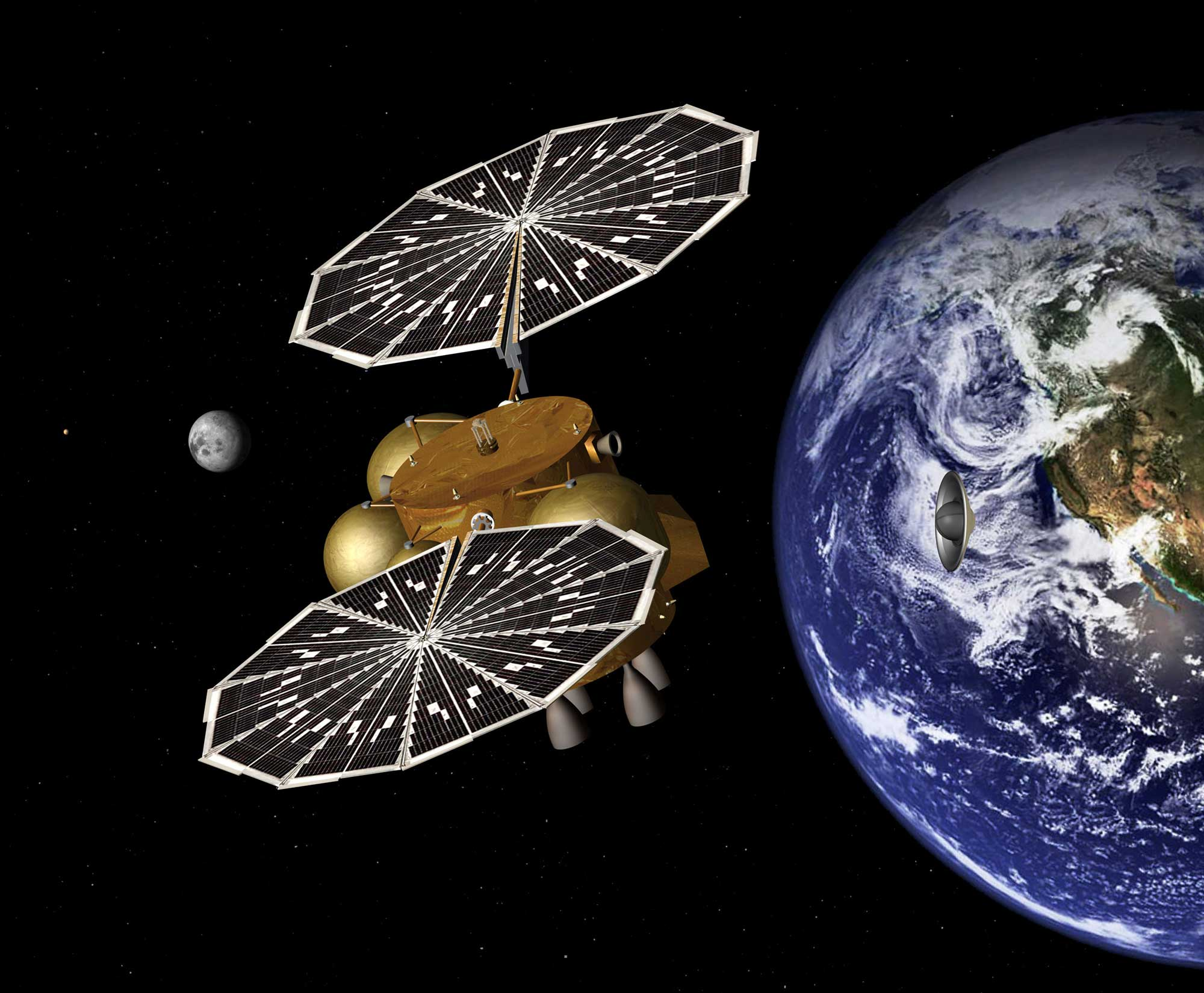
ERO largue la capsule avec le conteneur d'échantillons à l'approche de la Terre.

## Caractéristiques techniques

### L'astromobilePerseverance(missionMars 2020)
L'astromobile Perseverance reprend l'architecture de Curiosity qui explore depuis 2012 la surface de Mars depuis 2011. Perseverance est un engin de plus d'une tonne qui dispose d'une palette d'instruments scientifiques (caméras, spectromètres de différents types) qui sont utilisés pour identifier les sites les plus intéressants, fournir le contexte du prélèvement effectué (caractéristiques géologiques, conditions climatiques à la formation) et effectuer une première analyse chimique : ce sont le spectromètre de fluorescence des rayons X PIXL, le spectromètre Raman SHERLOC, le spectromètre imageur SuperCam et la caméra Mastcam-Z. L'astromobile emporte également une station météorologique (MEDA) et un radar destiné à sonder les couches superficielles du sol (RIMFAX). Deux expériences doivent tester sur le terrain des technologies avant leur mise en œuvre de manière opérationnelle dans de prochaines missions : MOXIE produit de l'oxygène à partir de l'atmosphère martienne (ISRU) et MHS (Ingenuity), un petit hélicoptère de moins de deux kilogrammes, va tester les capacités d'un engin aérien dans l'atmosphère très ténue de Mars. Perseverance dispose d'un système de prélèvement et de conditionnement d'échantillons du sol qui constitue la moitié de la masse de sa charge utile. Il doit prélever une quarantaine de carottes de sol et de roches sur des sites sélectionnés à l'aide des instruments embarqués.

### LeSample Retrieval Lander

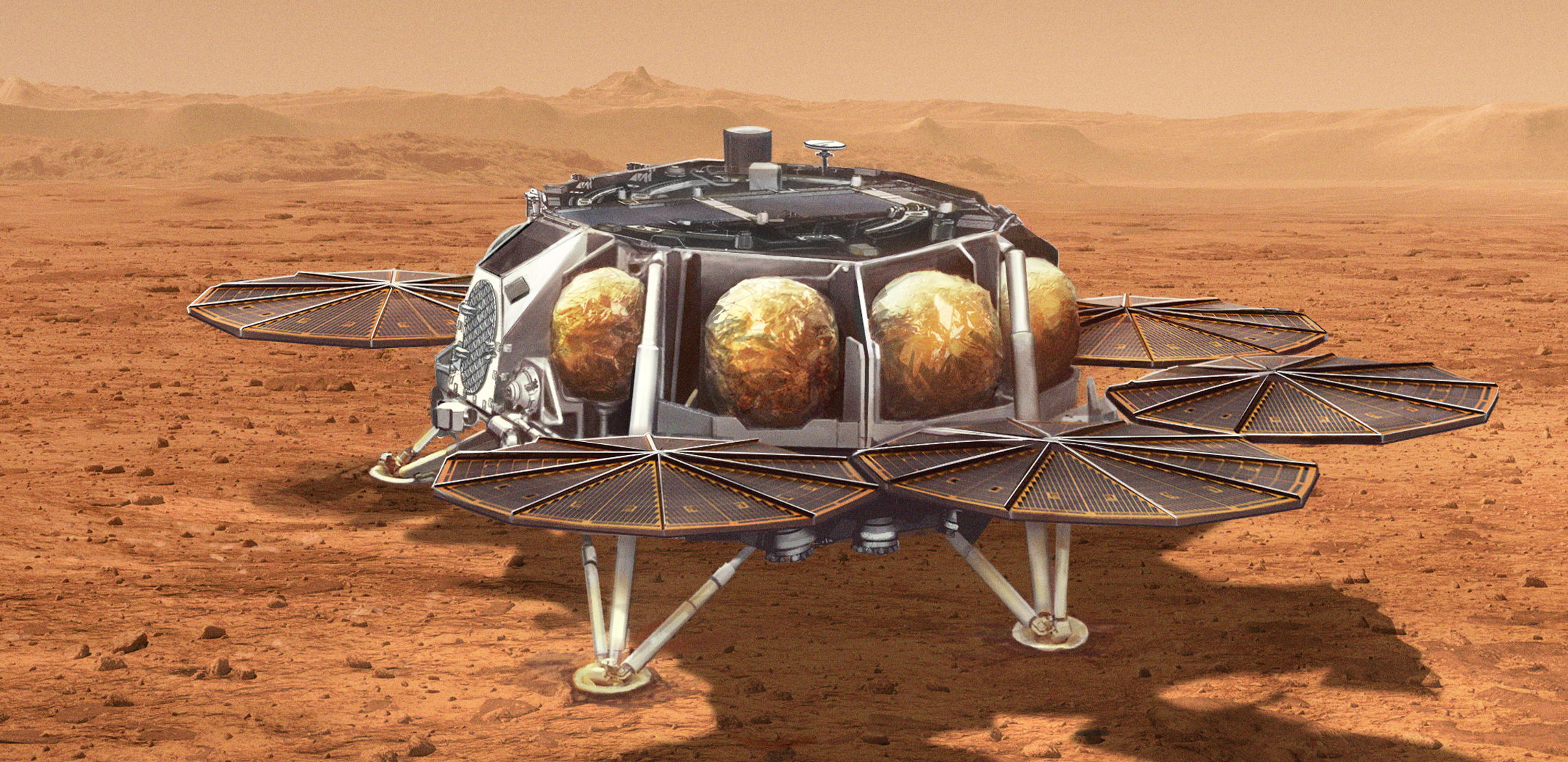
L'atterrisseur martien Sample Retrieval Lander avec ses panneaux solaires déployés. Il transporte la fusée Mars Ascent Vehicle, le bras articulé Sample Transfer Arm ainsi que les deux hélicoptères Sample Recovery Helicopter (vue d'artiste).

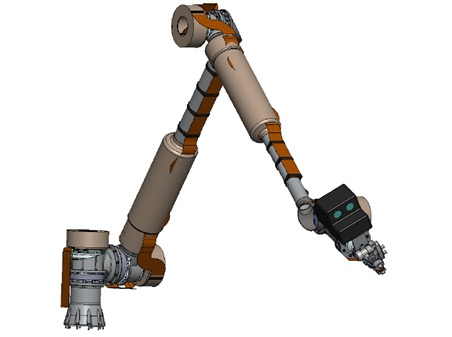
Bras articulé équipant le Sample Retrieval Lander utilisé pour récupérer les tubes contenant les échantillons de sol (vue d'artiste).

L'atterrisseur martien Sample Retrieval Lander (SRL) amène sur le sol martien la fusée (Mars Ascent Vehicle) qui doit ramener le conteneur d'échantillons martiens (Orbiting Sample ou OS) en orbite. Une fois en orbite un rendez-vous orbital avec l'engin européen Earth Return Orbiter permettra à ce dernier de récupérer le conteneur et de le ramener sur Terre. L'atterrisseur martien transporte non seulement la fusée SRL mais également le bras articulé Sample Transfer Arm chargé de récupérer les tubes déposés sur le sol à proximité de l'atterrisseur par l'astromobile Perseverance. Si ce dernier n'est pas au rendez-vous, SRL dispose de deux hélicoptères Sample Recovery Helicopter équipés d'une pince pour récupérer les tubes là où ils ont été déposés.
Sample Retrieval Lander (SRL) est l'engin spatial le plus lourd ayant jamais été posé sur Mars. Sa masse au lancement est de 3 375 kilogrammes et il dépose une charge utile de 563 kilogrammes sur la planète soit le double des équipements emportés par Perseverance. Il est haut de 2,1 mètres et une fois ses panneaux solaires déployés son diamètre atteint 7,7 mètres. Les cinq panneaux solaires de forme circulaire ont chacun un diamètre de 2,19 mètres. Ils alimentent des accumulateurs qui permettent à l'atterrisseur de remplir sa mission. Pour faciliter le transfert des tubes contenant les échantillons de sol martien, l'atterrisseur doit se poser à faible distance de l'astromobile Perseverance (moins de 60 mètres). Pour y parvenir, l'engin spatial utilisera une version améliorée du logiciel de navigation Terrain Relative Navigation (TRN) mis en œuvre lors de l'atterrissage de Mars 2020 / Perseverance et disposera d'une caméra supplémentaire.
La charge utile principale de SRL comprend d'une part un bras long de 2 mètres utilisé pour récupérer les échantillons déposés par l'astromobile et d'autre part la fusée Mars Ascent Vehicle (MAV) qui doit ramener le conteneur des échantillons en orbite. Deux petits hélicoptères Sample Recovery Helicopter (SRH) sont utilisés en secours si l'astromobile Perseverance tombe en panne avant l’arrivée de la mission SLR.

#### FuséeMars Ascent Vehicle(MAV)

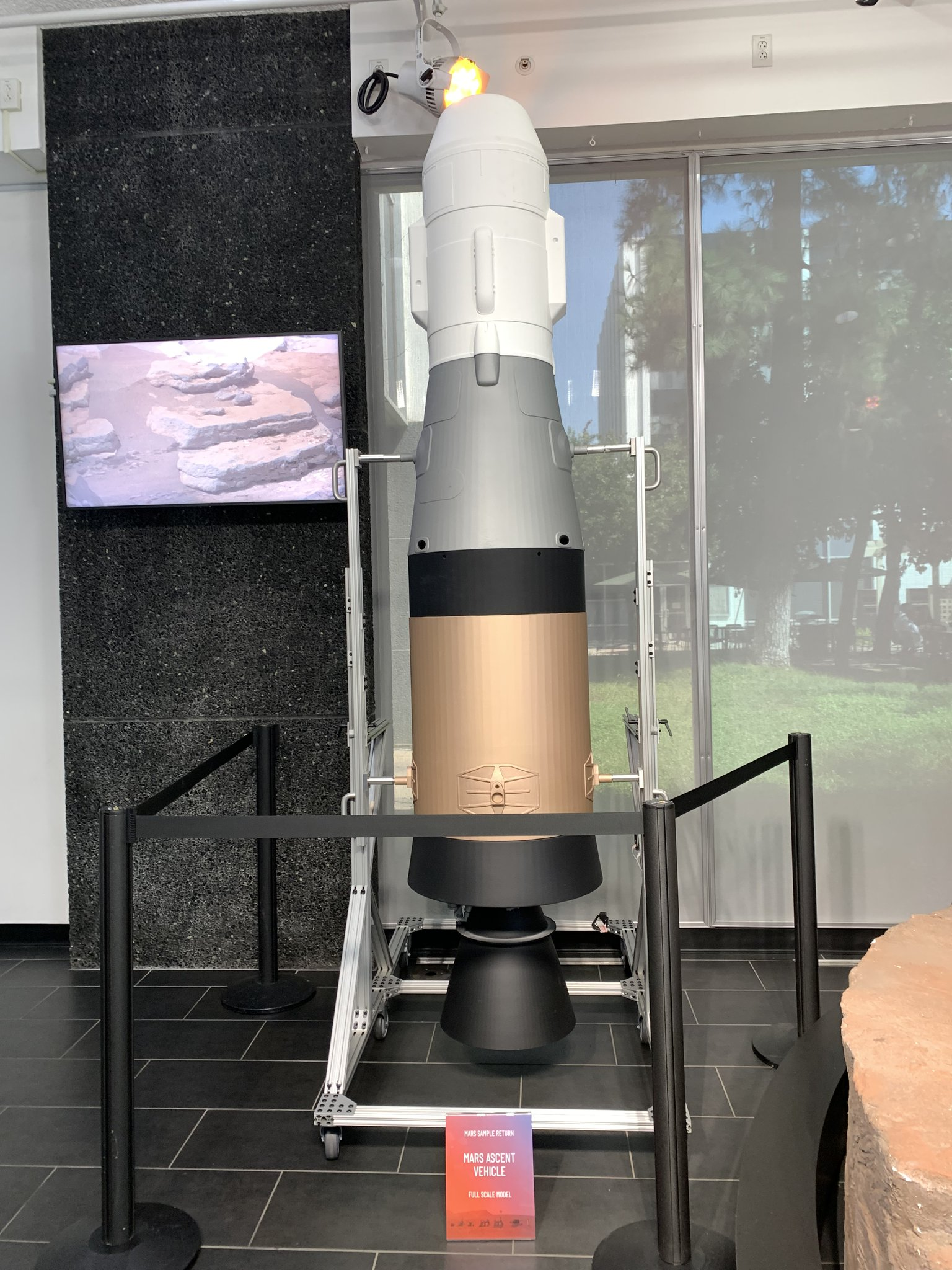
Maquette de la fusée à deux étages chargée de placer le conteneur sur une orbite martienne.

La fusée Mars Ascent Vehicle (MAV) est chargée de transporter le conteneur d'échantillons martiens (Orbiting Sample ou OS) en orbite. Elle est haute de 3 mètres pour un diamètre de 0,5 mètre et a une masse de 450 kilogrammes (poids de 169 kilogrammes sur Mars). Elle injecte sa charge utile sur une orbite martienne après 10 minutes de fonctionnement qui lui permettent d'atteindre la vitesse de 4 kilomètres par seconde nécessaire. C'est une fusée à propergol solide comportant deux étages. Le premier étage fonctionne durant 75 secondes. Le contrôle d'orientation de la fusée est réalisé en modifiant l'axe de poussée du moteur. Après l'extinction du premier étage, la fusée éjecte celui-ci qui va s'écraser sur le sol martien puis poursuit sa trajectoire sur son inertie durant un certain temps avant d'allumer le deuxième étage qui fonctionne durant 20 secondes. Cet étage est stabilisé par rotation. Après extinction le second étage et l'OS se trouvent sur une orbite martienne. La méthode de lancement de la fusée est particulière : elle est éjectée par l'atterrisseur à 4,5 mètres de hauteur puis le premier étage est allumé. Cette éjection est effectuée de manière que la tête de la fusée pointe vers le ciel au moment de la mise à feu du moteur-fusée. MAV devrait être la première fusée à décoller depuis un autre astre que la Terre.

Structure du lanceur MAV
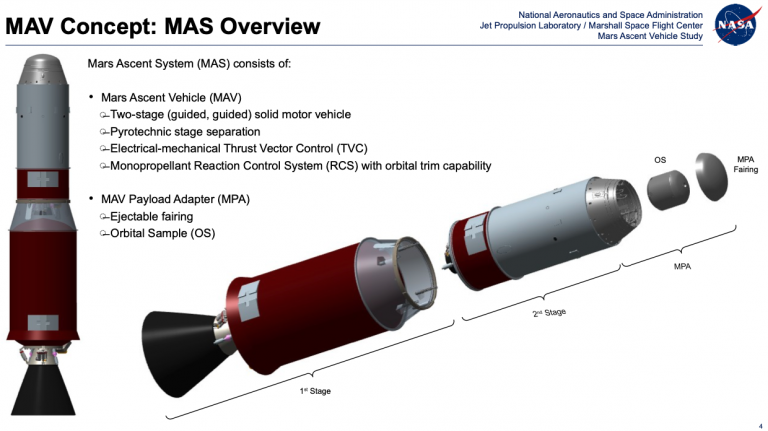
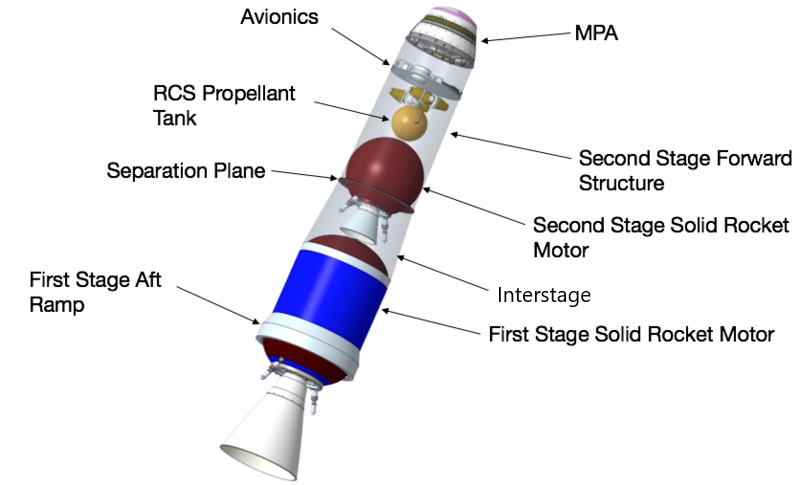

#### Le container à échantillons Orbiting Sample (OS)

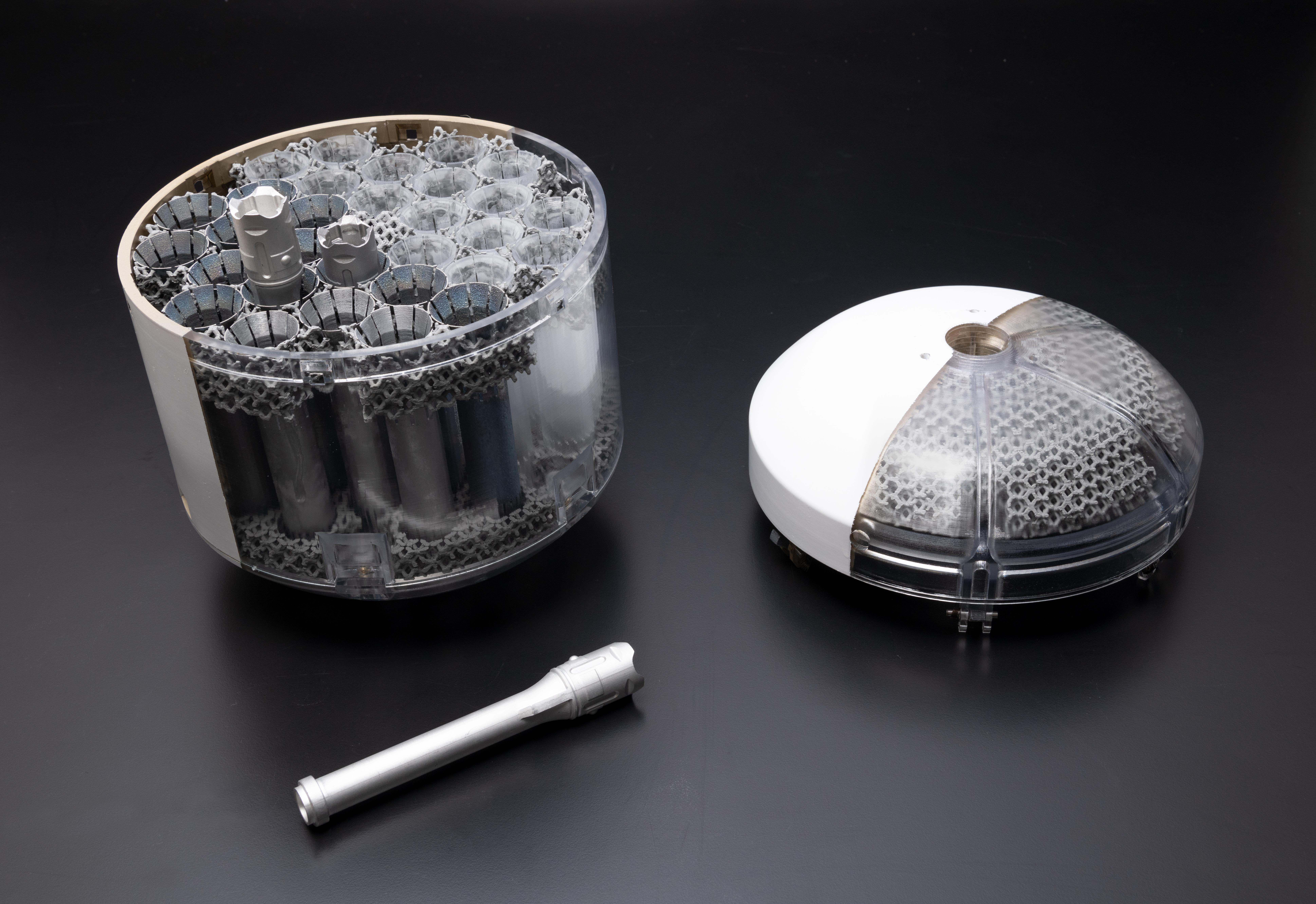
Prototype du conteneur à échantillons OS et exemple de tube utilisé pour contenir l'échantillon de sol.

Le container Orbiting Sample (OS) contient jusqu'à 30 tubes préparés par Perseverance contenant des échantillons de roches, de régolithe et de l'atmosphère martienne. Il est conçu pour maintenir son contenu à une température inférieure à 30 °C afin de le préserver dans son état naturel. Ce container placé au sommet de la fusée MAV est rempli à l'aide du bras télécommandé du SRL. Une fois en orbite martienne, il est transféré dans la capsule installée à bord de l'engin spatial ERO qui le ramène à proximité de la Terre. L'OS est un cylindre de 24 centimètres de haut pour 22,5 centimètres de diamètre. Sa masse est de 11 kilogrammes.

#### HélicoptèreSample Recovery Helicopter

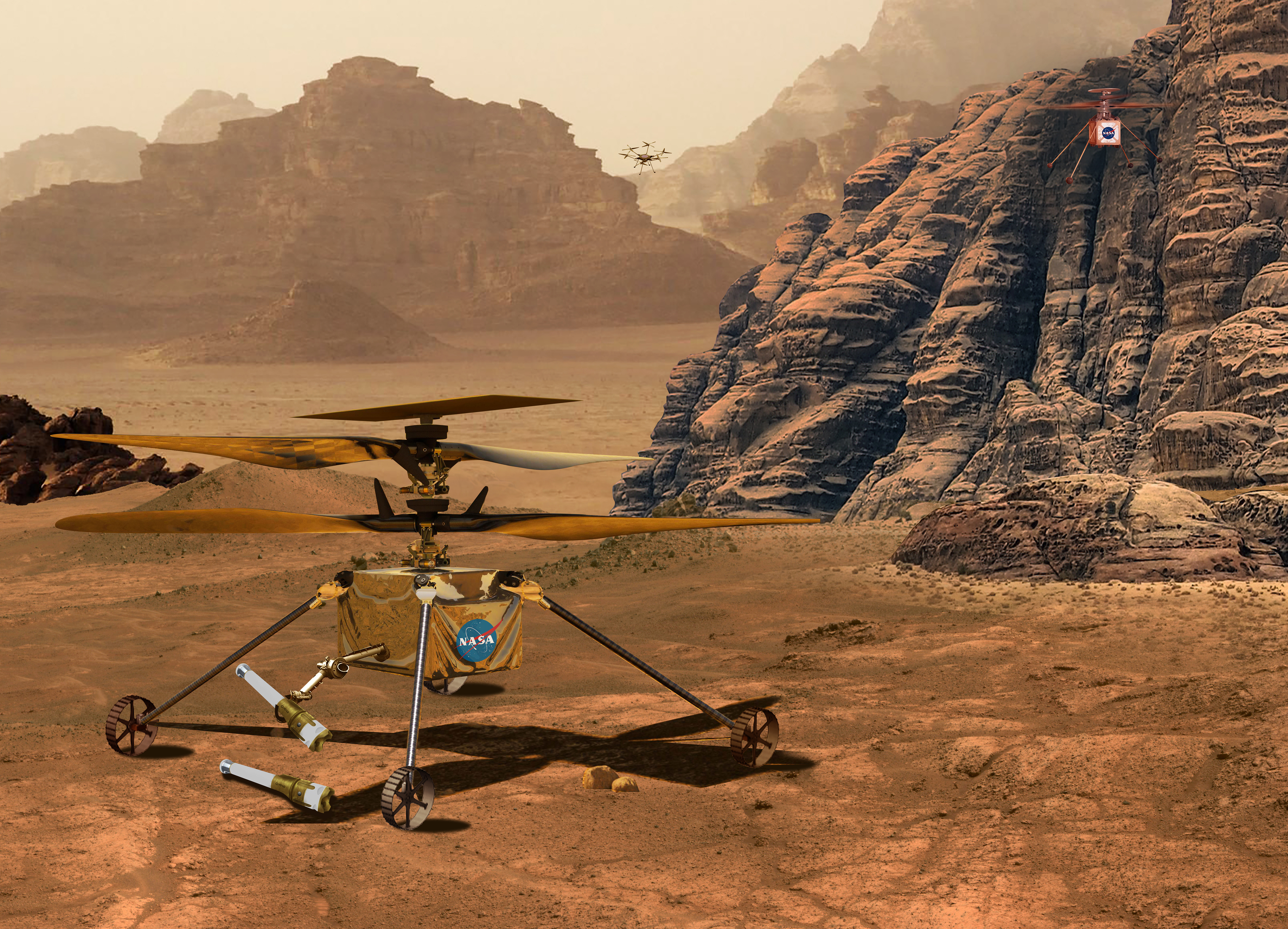
L'un des deux hélicoptères qui seront chargés de récupérer à l'aide d'un manipulateur à deux doigts les tubes contenant les échantillons de sol si l'astromobile Perseverance ne parvient pas à les déposer sur le site prévu (vue d'artiste).

Les deux hélicoptères Sample Recovery Helicopter sont directement dérivés de l'hélicoptère Ingenuity utilisé de manière expérimentale à partir de 2021 sur le sol martien dans le cadre de la mission Mars 2020 / Perseverance dont ils reprennent l'architecture et la taille. Disposant d'un rotor de 1,2 mètre de diamètre et hauts de 52 centimètres, ils ont une masse de 2,26 kilogrammes (poids de 0,86 kilogramme sur Mars). Ils se distinguent de Ingenuity par leur train d'atterrissage - les quatre pieds sont remplacés par des roues de 10 centimètres de diamètre et de 2 centimètres de large) qui leur permettent de se déplacer sur le sol pour effectuer des déplacements courts - et par la présence d'une pince articulée qui sera utilisée pour saisir les tubes d'échantillons. Leur vitesse horizontale maximale est de 5 mètres par seconde (environ 18 km/h), leur rayon d'action est de 700 mètres et l'altitude maximale est de 20 mètres. L'énergie est fournie par des panneaux solaires qui chargent des accumulateurs lithium-ion.

### L'orbiteurEarth Return Orbiter

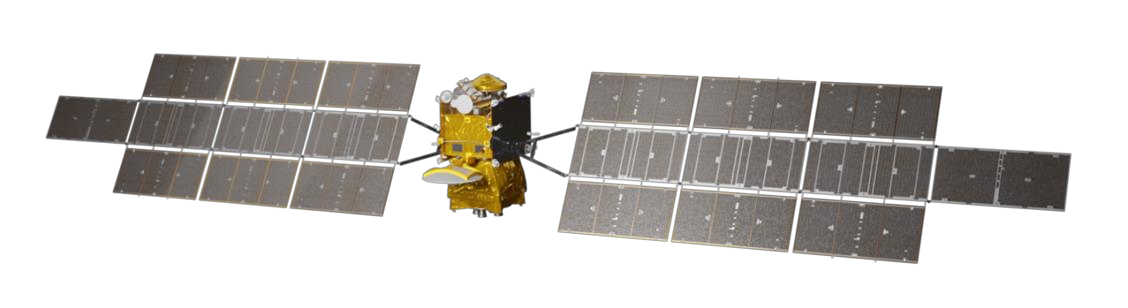
Schéma de l'ERO avec les panneaux solaires déployés.

ERO Earth Return Orbiter est une sonde spatiale qui doit répondre à deux objectifs :
- Se placer sur une orbite basse autour de Mars avec une charge utile importante (environ 700 kilogrammes)
- Revenir survoler la Terre pour ramener la capsule contenant des échantillons

Ces deux exigences nécessitent de disposer d'une capacité d'accélération (delta-V) importante. Pour y parvenir ERO utilise une propulsion hybride chimique et électrique. La propulsion chimique est utilisée pour l'insertion sur l'orbite martienne (qui nécessite une poussée importante et brève) tandis que la propulsion électrique réalise l'injection sur l'orbite de transit vers Mars puis vers la Terre ainsi que l'abaissement de l'orbite autour de Mars. Pour alimenter ses moteurs électriques, la sonde spatiale dispose d'immenses panneaux solaires déployés en orbite. d'une superficie de 144 m2. La sonde spatiale sera lancée par une fusée Ariane 64. Une fois en orbite autour de Mars, la sonde spatiale fait également office de relais de télécommunications entre le SRL et l'astromobile Perseverance d'une part et la Terre d'autre part. La fabrication de la sonde spatiale est distribuée entre les différents établissements d'Airbus : électronique principale, assemblage et test (France), énergie, propulsion, navigation, système de capture (Allemagne), Module d'insertion en orbite, télécommunications (Italie), propulsion et contrôle d'énergie (Espagne), panneaux solaires (Norvège),.
La charge utile principale de la sonde spatiale est constituée par le module, baptisé CCRS (en anglais : Capture, Containment, and Return System), chargé de capturer le deuxième étage de la fusée décollant de Mars, conditionner les échantillons de sol martien et ramener la capsule contenant ceux-ci sur Terre. CCRS a une masse de 600 kilogrammes (mais seulement 100 kilogrammes à sa rentrée dans l'atmosphère terrestre car l'essentiel des équipements sont éjectés après usage au niveau de l'orbite martienne pour alléger la charge à ramener sur Terre). Les dimensions de ce module au lancement sont de 2 x 2,5 x 1,5 mètres. La charge utile comprend également la capsule EES (en anglais : Earth Entry System) contenant les échantillons et qui revient sur le sol terrestre. EES a la forme d'un cône de 1,5 mètre de diamètre et haut de 45 centimètres avec un angle très ouvert. Sa masse est de 90 kilogrammes. Il comporte un bouclier thermique conçu pour protéger le contenu lorsque de la rentrée atmosphérique.

Caractéristiques de l'ERO
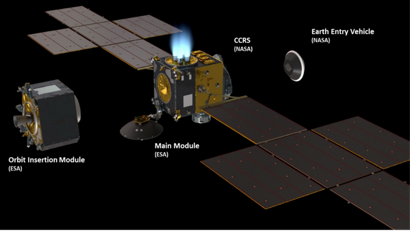
Les composants de l'ERO.
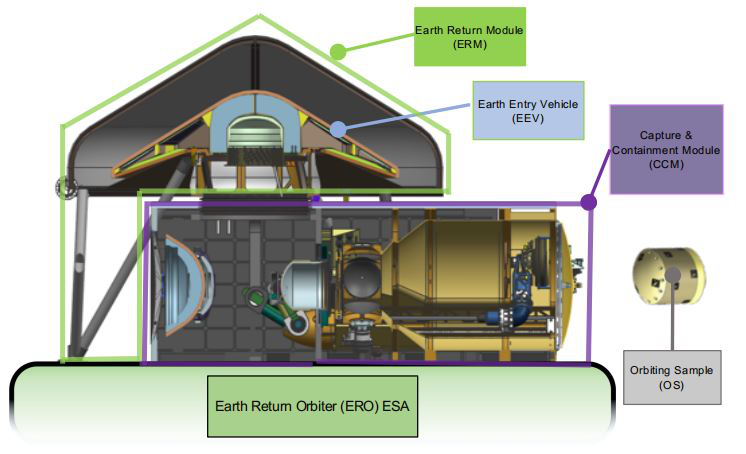
La structure du Capture and Containment and Return System.

### Scénario de la mission 2020-2031
- (en) Jim Watzin, « Mars Sample Return: Introduction », 15 avril 2020, p. 14 Présentation du scénario
- (en) Austin Nicholas, « MSR Timeline and Concept of Operations », 15 avril 2020, p. 21 Déroulement des opérations et planning
- (en) Morgan Hendry, Robert Gershman et Brian Muirhead, « MSR: Breaking the Chain of Contact », 15 avril 2020, p. 9 Gestion de la protection planétaire et des risques de contagion des échantillons
- (en) NASA, « Mars 2020 Perseverance Launch Press Kit », juin 2020, p. 63 Dossier de presse de la mission Mars 2020

### Mars 2020 /Perseverance
- (en) J.F. Mustard et al., Report of the Mars 2020 Science Definition Team, juillet 2013, zip (lire en ligne). Rapport de l'équipe chargé de la définition du contenu scientifique de la mission Mars 2020.